# BayernNetzNatur

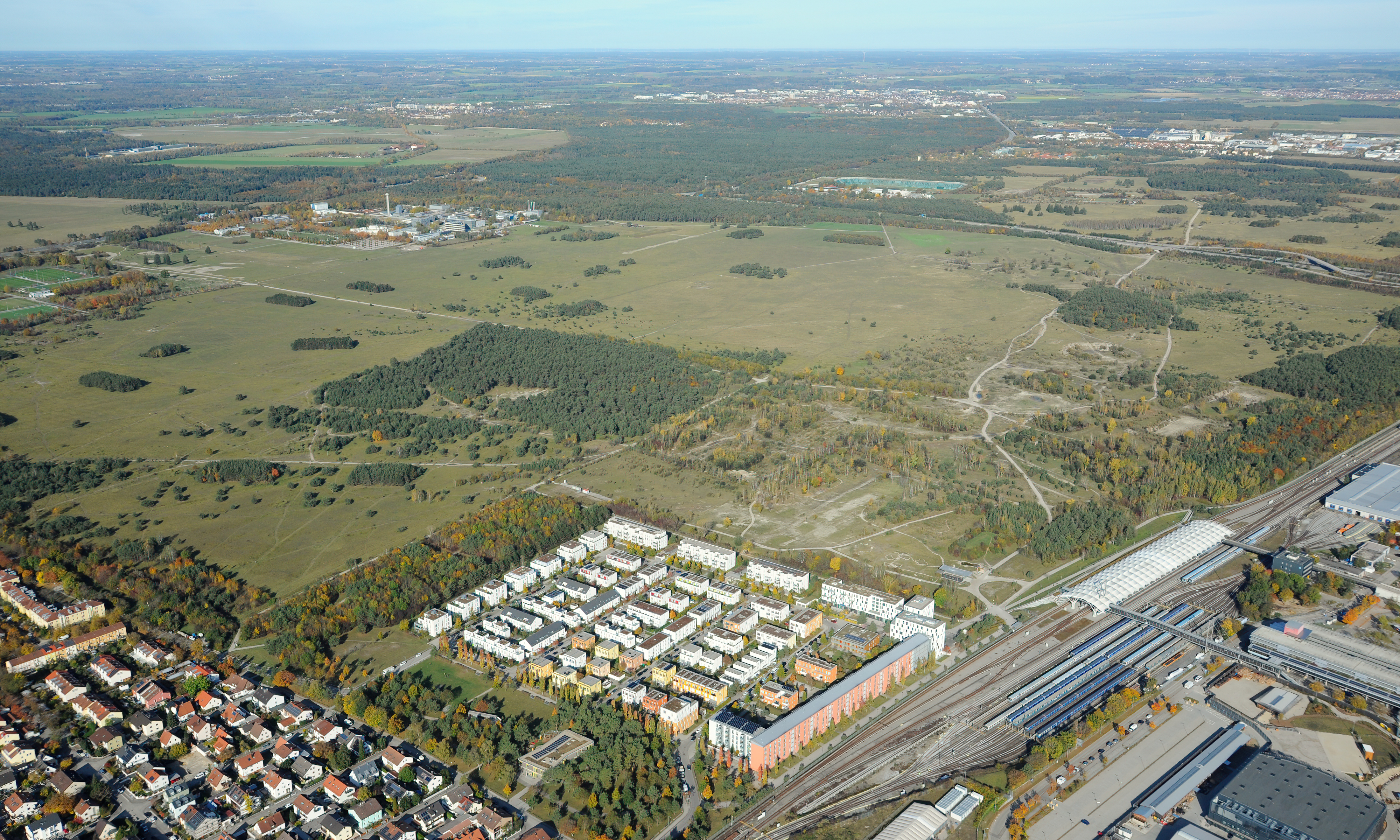
Fröttmaninger Heide, 2023

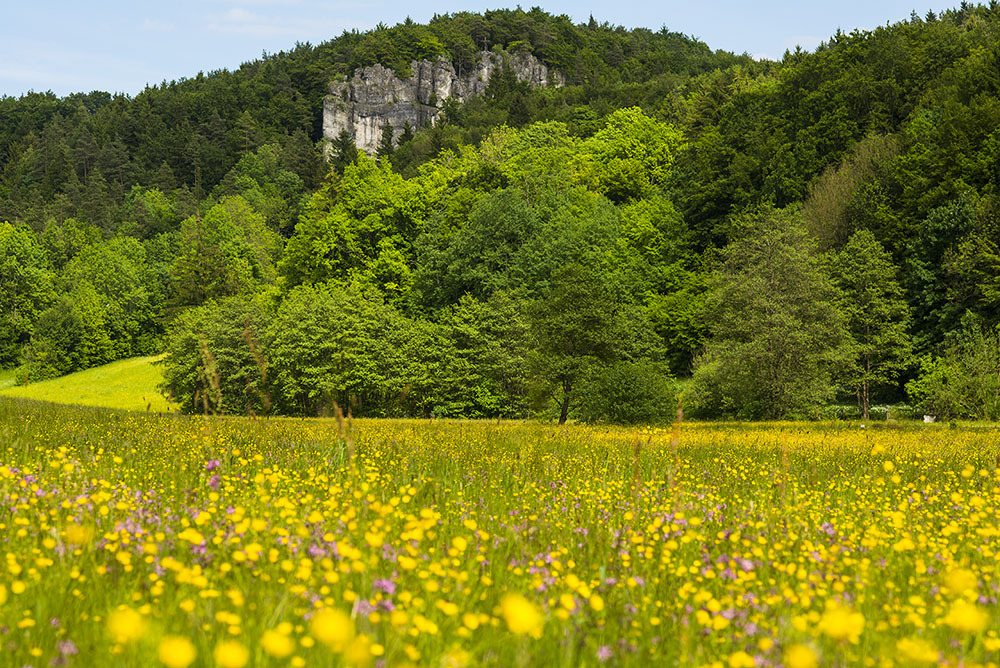
Trockenrasen der Fränkischen Alb, 2014

BayernNetzNatur ist die Umsetzung des Biotopverbunds in Bayern durch große Naturschutzprojekte.
Zum Verbund gehören 2017 über 400 Projekte, darunter in den artenreichen Mooren im Alpenvorland, in den kargen Trockenrasen der Fränkischen Alb und Bergwiesen der Rhön. Die Projekte folgen dem Grundprinzip der Freiwilligkeit und Kooperation. Das bedeutet, dass im Rahmen von BayernNetzNatur auf hoheitliche Maßnahmen verzichtet wird. Als Träger engagieren sich v. a. Landkreise, Kommunen und Verbände.

## Geschichte
1984 wurde mit dem Arten- und Biotopschutzprogramm (ABSP) erstmals ein flächendeckendes Naturschutzkonzept in Bayern geschaffen. Im Jahre 1986 entstand das erste "Projekt zur Umsetzung des ABSP" am Sallingbach im Landkreis Kelheim. Im Juli 1995 kündigte die Bayerische Staatsregierung die „Schaffung eines landesweiten Biotopverbunds“ als ein Ziel der bayerischen Umweltpolitik an. Aus den Projekten zur Umsetzung des ABSP wurde zunächst BayernNetz Natur, später BayernNetzNatur.